# Retiro (Petrópolis)
Retiro é um bairro da zona norte da cidade de Petrópolis, estado do Rio de Janeiro.
A região pertencia a uma das sesmarias do sertão de serra acima, chamadas popularmente  de “Quadras”. A quadra da paciência, cortada pelo rio com esse nome, além do rio Piabanha, compreendia os atuais bairros do Carangola, Retiro, Caetetu e castelo São Manoel,  que após ser vendida, foi desmembradas em  fazendas, uma delas era a fazenda do Retiro de são Tomás e são luís, que posteriormente foi  sendo desmembrada e dando origem a vários bairros, sendo um deles o bairro Retiro.

Atualmente o Retiro é bairro basicamente residencial e de passagem. Visto que o bairro é cortado pela Rua Doutor Hermogênio Silva, que eventualmente dará na Estrada União e Indústria.
Existem algumas comunidades, como: Comunidade do Alemão, Comunidade do Neylor, Vale Dos Esquilos, São Luiz e Morro do Barcelos.
Seus principais atrativos são as montanhas Pedra do Retiro e o Seio de Vênus.
Em 2012, por ocasião do evento Rio+20, a agência de turismo oficial da conferência, que faz as reservas para as delegações da ONU, adotou como medida de precaução o bloqueio de até 100% das vagas de hotéis no interior. O objetivo, segundo a Coordenação de Imprensa e Comunicação da Rio+20, era assegurar hospedagem para as delegações. No bairro do Retiro, um hotel de três estrelas foi 100% bloqueado para as datas do evento.